# Freaky Styley
Freaky Styley is het tweede album van de Red Hot Chili Peppers, geproduceerd door George Clinton. Op dit album is Hillel Slovak te horen als gitarist.

## Nummers
1. Jungle Man
2. Hollywood
3. American Ghost Dance
4. If You Want Me To Stay
5. Nevermind
6. Freaky Styley
7. Blackeyed Blond
8. The Brothers Cup
9. Battle Ship
10. Lovin' And Touchin'
11. Catholic School Girls Rule
12. Sex Rap
13. Thirty Dirty Birds
14. Yertle The Turtle*

- Tijdens het nummer Yertle the Turtle is duidelijk te horen dat de 'one-liner' voorafgaand aan het nummer gesproken is door een stem die niet overeenkomt met de leden van de band, noch George Clinton. Het verhaal gaat (bron: Scar Tissue, de biografie van zanger Anthony Kiedis) dat dit ingesproken is door de drugsdealer van Clinton, omdat Clinton niet aan zijn betalingsplicht kon voldoen. In ruil voor een beetje 'crack' bood Clinton zijn dealer een aandeel in het album aan. Dit werd uiteindelijk de zin: 'look at that Turtle go, brrooo'.

- Het nummer Hollywood is een cover van het nummer Afrika van The Meters van het album Rejuvenation uit het jaar 1974. Afrika speelt in het originele nummer de rol van hun geboortestad en zingen ze er over dat ze er naar verlangen om terug te gaan. Dit heeft Red Hot Chili Peppers veranderd naar Hollywood omdat ze daar zijn ontstaan.